# César Franck

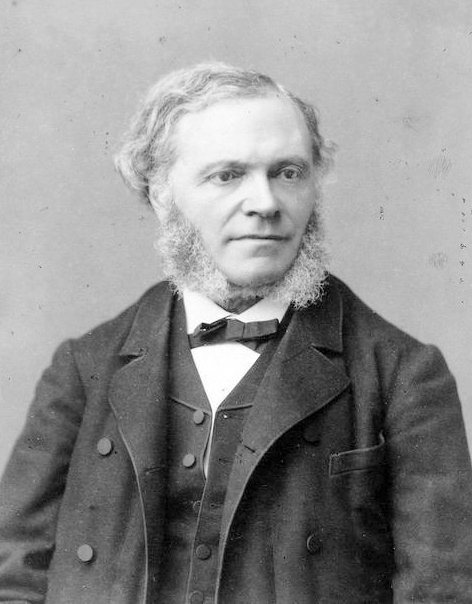
César Franck (Fotografie von Pierre Petit, 1887)

César Auguste Jean Guillaume Hubert Franck (* 10. Dezember 1822 in Lüttich, Königreich der Vereinigten Niederlande; † 8. November 1890 in Paris) war ein französischer Komponist und Organist deutsch-belgischer Abstammung. Er gilt als einer der bedeutendsten französischen Komponisten, Pädagogen und Organisten der zweiten Hälfte des 19. Jahrhunderts.

## Leben und Wirken
César Francks Mutter Marie-Catherine-Barbe Frings (1788–1860) stammte aus Aachen, sein Vater Nicolas-Joseph Franck (1794–1871) aus dem am Dreiländereck gelegenen belgischen Grenzdorf Gemmenich. Nach ihrer Heirat in Aachen zogen die Eltern ins 40 Kilometer entfernte Lüttich, wo ihr Sohn César kurz darauf zur Welt kam. Drei Jahre später, 1825, wurde der zweite Sohn, Joseph, geboren. 1831 trat César in das Lütticher Konservatorium ein, wo er Klavier bei Jules Jalheau, Harmonielehre beim Direktor Joseph Daussoigne-Méhul und Solfège bei Dieudonné Duguet (Organist an Saint-Denis in Lüttich) studierte. 1835 erhielt Franck einen ersten Preis in der Klavierklasse und komponierte seine ersten Klavier- und Kammermusikwerke. 1836 zog die Familie Franck nach Paris. Bereits ein Jahr zuvor erhielt César Franck Privatunterricht bei Anton Reicha (Harmonielehre und Kontrapunkt), Pierre-Guillaume Zimmermann (Klavier) und Hippolyte-Raymond Colet (Komposition) und wurde 1837 am Pariser Konservatorium aufgenommen, das er bis 1842 besuchte. Seine Professoren waren Pierre-Guillaume Zimmermann (Klavier), Aimé Leborne (Kontrapunkt), Henri-Montan Berton (Komposition) und François Benoist (Orgel).
1846 schrieb Franck sein erstes Orgelwerk (Grand Chœur, CFF 49); im gleichen Jahr verlobte er sich mit seiner Schülerin Eugénie-Félicité-Caroline Saillot, was zum Zerwürfnis mit seinem Vater führte und dazu, dass Franck sich fortan einer intensiven privaten Lehrtätigkeit widmete. Ab 1847 wirkte Franck als Organist an Notre-Dame-de-Lorette und, von 1851 bis 1856, an Saint-Jean-Saint-François. 1848 heirateten Franck und seine Verlobte Félicité in der Kirche Notre-Dame-de-Lorette. Aus dieser Ehe gingen vier Kinder hervor.
1854 nahm das Ehepaar Franck an der Trauung des Orgelbauers Aristide Cavaillé-Coll mit dessen Braut Catherine Adélaïde Virginie Blanc in Notre-Dame-de-Lorette teil. Im gleichen Jahr wirkte Franck als einer von vier Organisten an der Einweihung der neuen Ducroquet-Orgel in Saint-Eustache mit, wo er seine für diesen Anlass komponierte Pièce en La majeur (CFF 51) uraufführte.

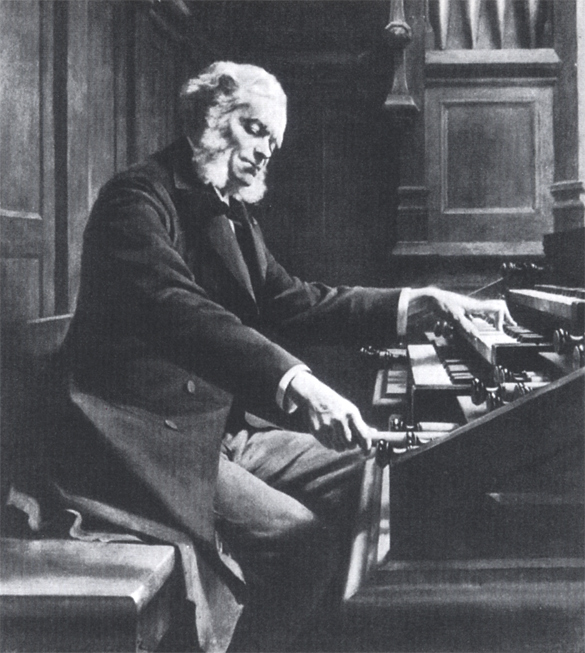
César Franck an der Orgel von Sainte-Clotilde (Gemälde von Jeanne Rogier, 1888)

1857 bis 1863 war Franck Maître de chapelle an Sainte-Clotilde. 1859 wurde er Titularorganist an Sainte-Clotilde, wo bis zu seinem Tod tätig blieb. Am 19. Dezember 1859 spielte er, gemeinsam mit Louis Lefébure-Wély, das Einweihungskonzert der neuen Cavaillé-Coll-Orgel in Sainte-Clotilde. Im April 1862 spielte er seine Fantaisie op. 16 zur Einweihung der Cavaillé-Coll-Orgel in Saint-Sulpice. Am 17. November 1864 spielte Franck die Uraufführung seiner Six Pièces in Sainte-Clotilde, die vier Jahre später, 1868, in einer überarbeiteten Fassung veröffentlicht wurden. Im gleichen Jahr wirkte er bei der Einweihung der Cavaillé-Coll-Orgel in der Kathedrale Notre-Dame in Paris mit. 1871 wurde er Mitgründer der Société Nationale de Musique. Im März 1869 beeindruckte er mit seiner Improvisation im Rahmen der Einweihung der Cavaillé-Coll-Orgel in der Pariser Kirche La Trinité. 1872 wurde Franck in der Nachfolge seines früheren Lehrers François Benoist zum Professor für Orgel am Pariser Konservatorium ernannt.
Zu seinen zahlreichen Schülerinnen und Schülern (sowohl am Konservatorium als auch privat) zählten unter anderem Mélanie Bonis, Charles Bordes, Jules Buval, Henri Busser, Ernest Chausson, Henri Dallier, Henri Duparc, Vincent d’Indy, Augusta Holmès, Guillaume Lekeu, Henri Letocart, Albert Mahaut, Adolphe Marty, Gabriel Pierné, André Pirro, Guy Ropartz, Samuel Rousseau, Charles Tournemire, Paul Vidal und Louis Vierne.
Am 1. Oktober 1878 konzertierte Franck an der Cavaillé-Coll-Orgel im Palais du Trocadéro, wo er neben Improvisationen und seiner Grande Pièce Symphonique op. 17 die Uraufführung seiner Trois Pièces spielte, die 1883 im Druck erschienen.

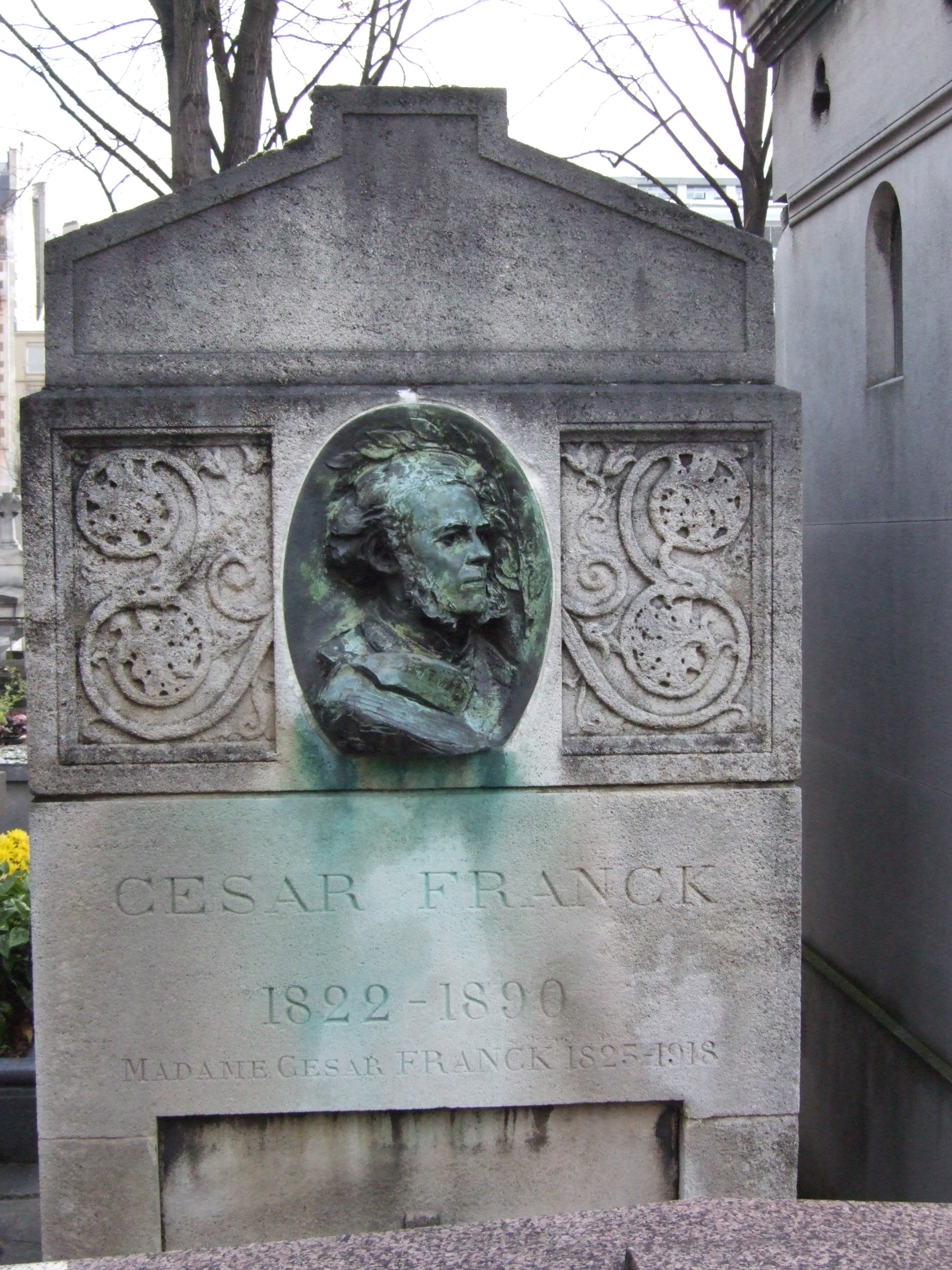
Grab von César Franck auf dem Friedhof Montparnasse (2010)

1885 wurde Franck Ritter der Ehrenlegion. Ein Jahr später wurde er zum Präsidenten der 1871 von ihm mitbegründeten Société Nationale de Musique gewählt. 1889 wurde seine Sinfonie d-Moll uraufgeführt. Nachdem er im Juli 1890 einen schweren Unfall mit einem Pferde-Omnibus erlitt, starb er einige Monate später, am 8. November 1890, mit 67 Jahren an einer Rippenfell- und Herzbeutel-Entzündung in seiner Wohnung am Boulevard Saint-Michel Nr. 95, wo er die letzten 25 Jahre seines Lebens verbracht hatte. Das Requiem fand am 10. November 1890 in Sainte-Clotilde statt. An der Trauerfeier und Beisetzung auf dem Friedhof Montrouge in Paris nahmen zahlreiche Weggefährtinnen und -gefährten wie Léo Delibes, Édouard Lalo, Vincent d’Indy, Camille Saint-Saëns, Eugène Gigout, Gabriel Fauré, Alexandre Guilmant, Charles-Marie Widor, Louis Vierne und Augusta Holmes teil. Im September 1891 wurde der Sarg auf den Friedhof Montparnasse überführt; das Grabmal wurde von Gaston Redon gestaltet und erhielt 1893 ein Bronze-Medallion von Auguste Rodin.

## Stilistische Einordnung
Ungewöhnlich für einen Komponisten von solcher Bedeutung und Reputation beruht Francks Ruhm größtenteils auf einer vergleichsweise kleinen Anzahl von Kompositionen, die er in seinen späteren Jahren schrieb, insbesondere auf seiner Symphonie en ré mineur (1886–1888), den Variations symphoniques (Klavier und Orchester, 1885), dem Prélude, Choral et Fugue (Klavier, 1884), der Sonate (Violine und Klavier, 1886), dem Quintet (1879) und der sinfonischen Dichtung Le Chasseur maudit (1882). Die Sinfonie wurde besonders von der jüngeren Generation französischer Komponisten bewundert und hatte großen Einfluss auf sie. Sie trug wesentlich dazu bei, die französische sinfonische Tradition nach Jahren des Niedergangs wiederzubeleben; die Uraufführung fand im Februar 1889 im Pariser Konservatorium statt. Eines seiner bekanntesten kürzeren Werke ist die Motette Panis angelicus aus der Messe, op. 12 (1872).
Als Organist war er besonders für seine Fähigkeiten als Improvisator bekannt. Aufgrund seiner zwölf großen Orgelwerke wird Franck von vielen als einer der bedeutendsten Orgelkomponisten seiner Zeit angesehen; diese Werke zählen zu den wichtigsten Beiträgen der französischen Orgelmusik und waren wegweisend für die Entwicklung der französischen Orgelmusik ab der zweiten Hälfte des 19. Jahrhunderts. Insbesondere die Grande Pièce Symphonique (1863) war eine Art Prototyp für die späteren Orgelsinfonien von Charles-Marie Widor, Louis Vierne, Marcel Dupré und vielen anderen Komponisten; Francks Trois Chorals (1890) zählen heute zum organistischen Standardrepertoire.
Franck hatte einen bedeutenden Einfluss auf die französische Musikgeschichte des 19. Jahrhunderts. Er bereicherte die Kammermusik auf innovative Weise und entwickelte die Verwendung der zyklischen Form. Claude Debussy und Maurice Ravel nutzten später ebenfalls die zyklische Form, auch wenn sich ihre Musikauffassung zunehmend von Franck entfernte. In Bezug auf Francks Stellung als Organist und Komponist in der französischen Musik stellt Rollin Smith fest, dass „das Konzept von César Franck als Organist und unangefochtenem Meister der französischen Orgelkomposition des 19. Jahrhunderts fast jede Referenz zu seinen Werken in anderen Medien durchdringt.“

## Kompositionen
- Verzeichnis der Kompositionen von César Franck.

## Ehrungen
Nach César Franck wurden benannt:
- Asteroid (4546) Franck.
- Frankreich: Rue César Franck in Amiens, Arles, Avignon, Béziers, Carcassonne, Castres, Eysines, Ixelles/Elsene, Lüttich, Marseille, Mérignac, Paris, Perpignan, Plombières, Revel, Saint-Médard-en-Jalles, Talence, Tournefeuille, Torreilles und Welkenraedt. Allée César Franck in Beauvais, Épernay, Halluin, Notre-Dame-de-Bondeville, Reims und Rosny-sous-Bois. Place César Franck in Azille und Bègles.
- Belgien: César-Franck-Athenäum Kelmis/Athénée César Franck La Calamine.
- Deutschland: César-Franck-Straße in Aachen und Berlin.
- Antarktis: Franck-Nunatakker (eine Gletscher-Felsformation auf der Alexander-I.-Insel).

## Einspielungen (Auswahl)
- César Franck: Complete Organ Works Vol. 1 – From Prodigy to Composer. Detmold: Audite, 2004, 2 SACD (Hans-Eberhard Roß).
- César Franck: Complete Organ Works Vol. 2 – Unrecognised Greatness. Detmold: Audite, 2004, 2 SACD (Hans-Eberhard Roß).
- César Franck: Complete Organ Works Vol. 3 – Fulfilment and Farewell. Detmold: Audite, 2004, 2 SACD (Hans-Eberhard Roß).
- Daniel Roth spielt César Franck, Vol. 1. Cavaillé-Coll-Orgeln in San Sebastián, Saint-Brieuc und Saint-Sulpice, Paris. Düsseldorf: Motette, 1992, 1 CD.
- Daniel Roth spielt César Franck, Vol. 2. Cavaillé-Coll-Orgeln in San Sebastián, Saint-Brieuc und Saint-Sulpice, Paris. Düsseldorf: Motette, 1992, 1 CD.
- Daniel Roth spielt César Franck, Vol. 3. Cavaillé-Coll-Orgeln in San Sebastián, Saint-Brieuc und Saint-Sulpice, Paris. Düsseldorf: Motette, 1992, 1 CD.

## Bibliographie
- Franck Besingrand: César Franck: Entre raison et passion, Bruxelles: Peter Lang Verlag, 2022, ISBN 978-2-87574-601-6.
- Klauspeter Bungert: César Franck – die Musik und das Denken Das Gesamtwerk, neubetrachtet für Hörer, Wissenschaftler und ausübende Musiker. Mit einer allgemeinen Erörterung zum Ineinandergreifen von Form und klingendem Satz. Frankfurt am Main: Peter Lang, 1996. ISBN 3-631-30354-8.
- Klauspeter Bungert: César Franck – Eine analytische und interpretative Annäherung an sein Werk. Hamburg: Canticus, 2019. ISBN 978-3-948435-00-4.
- Joël-Marie Fauquet: César Franck. Paris: Fayard, 1999. ISBN 2-213-60167-4
- Martin Geisz: César Franck (1822–1890) Kompositionen für Harmonium. Rosbach vor der Höhe: PDF-Datei, 2022. Online verfügbar.
- Martin Geisz: César Franck und Charles Tournemire: Kompositionen für Sonntagsgottesdienst und Vesper aus Ste. Clotilde in Paris. Berlin: ePubli, 2023. ISBN 978-3-7575-3888-0.
- Vincent d’Indy: César Franck. Paris: F. Alcan, 1906.
- Peter Jost (Hrsg.): César Franck – Werk und Rezeption. Stuttgart: Franz Steiner, 2004, ISBN 3-515-08265-4.
- Éric Lebrun: César Franck. Paris: Bleu nuit Éditeur, 2012. ISBN 978-2-35884-021-7.
- Wilhelm Mohr: Caesar Franck. Tutzing: Schneider, 1969. ISBN 978-3-7952-0064-0.
- Daniel Roth: The use of rubato in the organ works of César Franck. The American Organist 52, Nr. 2 (Februar 2018), S. 34–38.
- Daniel Roth: Einige Gedanken zur Interpretation des Orgelwerks von César Franck, zu seiner Orgel und zur Lemmens-Tradition. In: Orgel, Orgelmusik und Orgelspiel. Festschrift Michael Schneider zum 75. Geburtstag, hrsg. von Christoph Wolff, S. 111–117. Kassel: Bärenreiter, 1985. ISBN 978-3-7618-0730-9.
- Rollin Smith: Toward an Authentic Interpretation of the Organ Works of César Franck. Second edition, revised and expanded (=The Complete Organ No. 6; Juilliard Performance Guide No. 1). Hillsdale, NY: Pendragon Press. 2002. ISBN 978-1-57647-076-3.
- Christiane Strucken-Paland: Zyklische Prinzipien in den Instrumentalwerken César Francks. Kassel: Gustav Bosse, 2009. ISBN 978-3-7649-2707-3.
- Christiane Strucken-Paland, Ralph Paland (Hrsg.): César Franck im Kontext – Epoche, Werk und Wirkung. Köln: Dohr, 2009. ISBN 978-3-936655-70-4.

## Kritische Werkausgabe (Orgel- und Harmoniumwerke)
- César Franck: Intégrale de l’œuvre d’orgue –– Vol. I: Preface & Commentary, hrsg. von Richard Brasier. Tynset, Norwegen: Lyrebird Music, 2022. ISBN 978-1-917401-00-5.
- César Franck: Intégrale de l’œuvre d’orgue –– Vol. II: 1846–1862, hrsg. von Richard Brasier. Tynset, Norwegen: Lyrebird Music, 2022. ISBN 978-1-917401-01-2.
- César Franck: Intégrale de l’œuvre d’orgue –– Vol. III: 1863–1877, hrsg. von Richard Brasier. Tynset, Norwegen: Lyrebird Music, 2022. ISBN 978-1-917401-02-9.
- César Franck: Intégrale de l’œuvre d’orgue –– Vol. IV: 1878–1890, hrsg. von Richard Brasier. Tynset, Norwegen: Lyrebird Music, 2022. ISBN 978-1-917401-03-6.
- César Franck: Intégrale de l’œuvre d’orgue –– Vol. V: Pièces pour harmonium, hrsg. von Richard Brasier. Tynset, Norwegen: Lyrebird Music, 2022. ISBN 978-1-917401-04-3.
- César Franck: Intégrale de l’œuvre d’orgue –– Vol. VI: Pièces liturgiques, hrsg. von Richard Brasier. Tynset, Norwegen: Lyrebird Music, 2022. ISBN 978-1-917401-05-0.
- César Franck: Intégrale de l’œuvre d’orgue –– Vol. VII: Thèmes d’Improvisation, hrsg. von Richard Brasier. Tynset, Norwegen: Lyrebird Music, 2022. ISBN 978-1-917401-06-7.
- César Franck: Intégrale de l’œuvre d’orgue –– Vol. VIII: Préludes et Prières de Ch. V. Alkan, hrsg. von Richard Brasier. Tynset, Norwegen: Lyrebird Music, 2022. ISBN 978-1-917401-07-4.